# Jaroszlava Vlagyimirovna Frolova
Jaroszlava Vlagyimirovna Frolova (oroszul: Ярослава Владимировна Фролова, Yaroslava Frolova; Volgográd, 1997. május 18. –) orosz válogatott kézilabdázó.

## Pályafutása

### Klubcsapatokban
Pályafutását szülővárosában, a Gyinamo Volgográd csapatában kezdte, a csapattal 2014-ben bajnoki címet szerzett. 2017 februárjában szerződött a Kubany Krasznodarhoz. 2020 januárjában a Rosztov-Don igazolta le.

### A válogatottban
2013-ban ezüstérmes volt az U17-es Európa-bajnokságon az orosz korosztályos válogatottal és beválasztották a torna All-Star csapatába. A 2014-es nyári ifjúsági olimpiai játékokon ezüstérmes lett, a döntőben Dél-Korea ellen szenvedett vereséget az orosz csapat. 2015-ben a junior korosztály Európa-bajnokságán szerzett ezüstérmet és ezúttal is tagja volt a torna All-Star csapatának. Egy évvel később ugyanebben a korcsoportban világbajnoki ezüstérmes lett. A felnőtt válogatottal a 2018-as franciaországi Európa-bajnokságon szintén a második helyen végzett.

## Sikerei, díjai
- Orosz bajnok: 2014
- Európa-bajnokság, 2. hely: 2018
- U17-es Európa-bajnokság, 2. hely: 2013
- Nyári ifjúsági olimpiai játékok, 2. hely: 2014
- Junior világbajnokság, 2. hely: 2016
- A junior világbajnokság legértékesebb játékosa: 2016
- A junior Európa-bajnokság All-Star csapatának tagja: 2015